# شقران قصبي
شقران قصبي (الاسم العلمي:Puccinia arundinacea) هو نوع من الفطريات يتبع جنس الشقران من الفصيلة الشقرانية.